# Muttenburg
Muttenburg är en bergstopp i Schweiz. Den ligger i regionen Surselva och kantonen Graubünden, i den östra delen av landet. Toppen på Muttenbergen är 2 956 meter över havet.
Den högsta punkten i närheten är Muttenstock, 3 089 meter över havet, nordost om Muttenburg.
Trakten runt Muttenburg består i huvudsak av gräsmarker och alpin tundra. Runt Muttenburg är det glesbefolkat, med 12 invånare per kvadratkilometer.